# Cascade Lake (microprocessador)
Cascade Lake és un nom en clau d'Intel per a un servidor de 14 nm, una estació de treball i una generació de processadors entusiastes, llançat l'abril de 2019. En el model d'optimització d'arquitectura de processos d'Intel, Cascade Lake és una optimització de Skylake. Intel afirma que aquesta serà la seva primera generació que admetrà mòduls de memòria basats en 3D XPoint. També inclou instruccions i mitigacions de Deep Learning Boost (DPL) per a Meltdown i Spectre. Intel va llançar oficialment nous SKU escalables de Xeon el 24 de febrer de 2020.

## Disseny
El disseny bàsic ha canviat poc en comparació amb la generació Skylake: les mides de la memòria cau, l'organització de la memòria cau s'han mantingut iguals, i l'anomenada "malla" per connectar els nuclis individuals s'ha mantingut igual. addicionals AVX-512 S'han afegit instruccions per a tipus de dades petits (ners de 8 bits i 16 bits) de l'àrea d'aprenentatge profund, les anomenades instruccions VNNI (Vector Neural Network Instructions Word Variable Precision), fent de Cascade Lake el primer Xeon La CPU del servidor es va posar al dia amb la implementació AVX-512 de l' Intel Xeon Phi - Knights Mill descatalogat.
En alguns casos, s'han instal·lat mecanismes de protecció de maquinari contra atacs del canal lateral de la memòria cau (Branch Target Injection i Rogue Data Cache Load o Spectre and Meltdown). Tanmateix, el novembre de 2019, es van publicar variants d'atac de ZombieLoad anomenades "Avortament asíncron transaccional". contra la microarquitectura Cascade Lake d'Intel.